# 여인의 종착역
"여인의 종착역"은 1970년 공개된 대한민국의 영화이다.

## 배역
- 신영균
- 남궁원
- 고상미
- 백영민